# Västergötlands Fotbollförbund
Västergötlands Fotbollförbund (Västergötlands FF), grundat 17 mars 1918, är ett av de 24 distriktsförbunden under Svenska Fotbollförbundet. Västergötlands FF administrerar de lägre serierna för seniorer och ungdomsserierna i Västergötland, dock inte i Göteborg.

## Serier
Västergötlands FF administrerar följande serier:

### Herrar
Division 4 - två serier

Division 5 - fyra serier

Division 6 - åtta serier

### Damer
Division 3 - två serier

Division 4 - fyra serier

### Övriga serier
- Ungdomsserier
- Reservlagsserier